# Havasi pocok
A havasi pocok (Chionomys nivalis, korábban Microtus nivalis) az emlősök (Mammalia) osztályának rágcsálók (Rodentia) rendjébe, ezen belül a hörcsögfélék (Cricetidae) családjába tartozó faj.
Az állat a Chionomys emlősnem típusfaja.

## Előfordulása
A havasi pocok kizárólag a fahatár feletti részeken él az Alpokban, továbbá Európa középső és déli területeinek más magashegységeiben, ahol 4700 méterig felhatol. A gyér növényzetű törmeléklejtőket, a résekben gazdag sziklás területeket, patakok környékét kedveli.

## Megjelenése
A havasi pocok feje és teste együttesen 12-14 centiméter, farka 5-7,5 centiméter hosszú, testtömege 38-60 gramm. Bundája világosszürke, farka fehéres, meglehetősen hosszú.

## Életmódja
A havasi pocok főleg nappal tevékeny, nem ritkán a havasi kunyhók közelében is megfigyelhetjük, mivel nem különösebben félénk állat. A faházak belsejébe is behúzódik. Farkát futás közben magasra emeli. Rossz időben búvóhelyére vonul vissza, ami a túl nagy hőveszteségtől megvédi. Ez azért fontos, mivel a havasi biotópban az energiamérleg egyensúlya a túlélés szempontjából gyakran kritikus fontosságúvá válik. Talán az állat „bátorsága” is ezzel függ össze: kerüli a szükségtelen erőkifejtést, amit a menekülés megkíván. Szaporodásmódja a többi pocokfajéval megegyezik.